# Moucherolle ocré
Contopus ochraceus
Pour les articles homonymes, voir Moucherolle ocré (homonymie).
Ne doit pas être confondu avec Moucherolle à poitrine ocre.
Espèce
Statut de conservation UICN

 LC  : Préoccupation mineure
Le Moucherolle ocré (Contopus ochraceus), également appelé Moucherolle roussâtre ou Pioui ocré, est une espèce de passereau placée dans la famille des Tyrannidae.

## Distribution
Le Moucherolle ocré vit dans les forêts boisées du Costa Rica et à l'extrême Ouest du Panama (province de Chiriquí).